# ام‌اس‌سی فانتازیا
ام‌اس‌سی فانتازیا، (به انگلیسی: MSC Fantasia) کشتی‌ای است که طول آن ۳۳۳٫۳۳۳ متر (۱٬۰۹۳ فوت ۷٫۳ اینچ) می‌باشد. این کشتی در سال ۲۰۰۸ ساخته‌شد.
کشتی کروز ام‌اس‌سی فانتازیا (Fantasia) بزرگ‌ترین کشتی‌ای است که تاکنون برای شرکت‌های کشتیرانی اروپایی ساخته شده‌است، طول این کشتی حتی از ارتفاع برج ایفل هم بیشتر بوده و دارای ۱۶۳۷ اتاق می‌باشد که بیشتر این اتاق‌ها از بالکن اختصاصی با منظره جذاب اقیانوس بهره‌مند هستند.
در قلب این کشتی کروز یک میدان سنگی واقعی را مشاهده خواهید کرد که با یک بار اسپرسو تکمیل می‌شود که شیرینی‌های تازه و بستنی‌های اصیل ایتالیایی سرو می‌کند، مکانی فوق‌العاده برای استراحت بعد از خرید در بوتیکهای شیک و مرکز خرید معاف از مالیات در نزدیکی آن است.
از فضای شهری، سالن‌های بار با خوراکی‌های خوش طعم و تفریحات گوناگون می‌توان لذت برد و حس خوبی را منتقل می‌کند. سالن‌ها شامل بار پیانو، بار جاز و بار ورزشی، همراه با بازی‌های ویدئویی و پرده‌های نمایش به صورت زنده است. وجود رستوران‌های مختلف نیز تجربه ای فراموش نشدنی رقم می‌زند.
طیف بسیار وسیعی از امکانات ورزشی از قبیل تنیس، بسکتبال، مینی گلف، مسیر مخصوص دوندگی و سالن ورزشی تا مجتمع استخر و پارک آکوا و یک شبیه‌ساز مسابقات رانندگی فرمول ۱ هیجان انگیز و سینما چهار بعدی در کشتی وجود دارد.
همچنین خطوط کروز ام‌اس‌سی فانتازیا مناطق سازماندهی شده‌ای را در طبقه آفتاب بالای ۱۸ سال و اسپا MSC Aurea در نظر گرفته‌است، همچنین قسمت‌ها و کلوپ‌های عالی برای کودکان و نوجوانان.

## طراحی و مشخصات
ام‌اس‌سی فانتازیا با دو پروانه شافت محور از سه موتور ۱۲ سیلندر و دو موتور ۱۶ سیلندر Wärtsilä ۴۶ دیزلی-الکتریکی تأمین می‌شود و در مجموع ۷۱٬۴۰۰ کیلووات (۹۵۷۰۰ اسب بخار) تولید می‌کند. موتورهای الکتریکی کشتی از Converteam تهیه می‌شوند که پروانه‌های مستقر در پشت دو سکان فلپ سیستم دریایی Becker و رانش دهنده‌های سخت را به حرکت درمی‌آورند.
امکانات شامل آبگرم، سینمای ۴ بعدی، فواره‌های موسیقی و شبیه‌ساز اتومبیل مسابقه ای است.

## تاریخ

### برنامه‌ریزی و ساخت و ساز
در ژوئن ۲۰۰۵، اولین گزارشهای تأیید نشده مبنی بر اینکه ام‌اس‌سی برای دو کشتی پس از پاناماکس که قرار است در سالهای ۲۰۰۸ و ۲۰۰۹ برای اولین بار ارسال شود، قصد خود را با STX فرانسه امضا کرده‌است. STX فرانسه تأیید کرد که نمونه اولیه ۱۶۰۰ کابین و ۴۰۰۰ مسافر جدید برای کشتی‌ها در حال نهایی شدن و در نظر گرفته شدن بودند. در ۱۶ نوامبر ۲۰۰۵، MSC سفارش دو کشتی ۱٫۲ میلیارد دلاری با STX فرانسه را برای بزرگ‌ترین کشتی‌های ناوگان در زمان تحویل نهایی کرد. برنامه‌ریزی شده بود که این شناورها هر کدام ۱۳۵،500 GT باشند و حداکثر ظرفیت مهمان ۳٬۸۸۷ مسافر باشد و ۱۳۰۰ خدمه آن را همراهی کنند.
اولین کشتی از دو کشتی معروف به A33، ساخت را با مراسم برش فولاد در کارخانه کشتی سازی در سنت نازار، فرانسه در ۹ سپتامبر ۲۰۰۶ آغاز کرد. او در ۱ مارس ۲۰۰۸ از کشتی خارج شد. کشتی برای انجام آزمایشات دریایی خود به مدت ۴۸ ساعت در خلیج بیسکای در ۲۴ اکتبر ۲۰۰۸ ترک شد و در ۲۷ اکتبر ۲۰۰۸ بازگشت.

### تحویل و غسل تعمید
وی برای آخرین بار در ۱۰ دسامبر ۲۰۰۸ از کشتی سازی خارج شد و پس از آن رسماً به ام‌اس‌سی تحویل داده شد. از فرانسه، کشتی برای اولین بار سفر خود را به ناپل و از طرف لیسبون، جبل الطارق، آلیکانته، بارسلونا و مارسی به طرف ناپل پیش برد. وی در ۱۸ دسامبر ۲۰۰۸ توسط مادرخوانده اش، سوفیا لورن رسماً نامگذاری شد.

### حرفه عملیاتی
پس از تعمید دادن، ام‌اس‌سی فانتازیا فصل ابتدایی خود را با کشتی دریایی از جنوا گذراند. سفر تفریحی ابتدایی وی در ۲۰ دسامبر ۲۰۰۸ به شرق مدیترانه عزیمت کرد، در رودز، اسکندریه، مسینا و ناپل تماس گرفت. وی سپس با سفر به جزایر قناری و سفرهای دریایی مدیترانه غربی رفت و برگشت کرد.
در ۵ مارس ۲۰۰۹، در حالی که وی در اسپانیا لنگر انداخته بود، بادهای شدید خطوط پهلو به جلو ام‌اس‌سی فانتازیا را شکست. کمان از کنار اسکله دور شد و باعث شد یک باند مسافر در آب فرو بریزد. یک مسافر و سه خدمه باید از دریا نجات داده شوند. یک مسافر با جراحات از ناحیه سر به بیمارستان منتقل شد، در حالی که سه مسافر دیگر تحت هیپوترمی قرار گرفتند.
ام‌اس‌سی فانتازیا همچنین به خارج از اروپا سفر دریایی انجام داده و در ماه‌های زمستان برای شنا در دریای کارائیب از گوادلوپ و مارتینیک مستقر شده‌است. بین سالهای ۲۰۱۹ و ۲۰۲۱، ام‌اس‌سی فانتازیا در پاییز و زمستان قبل از بازگشت به اروپا در تابستان در آمریکای جنوبی کروز می‌کند. در تابستان ۲۰۲۱، وی سفرهای هفتگی مدنظر مدیترانه ای را از جنوا در محل MSC Seachore تا ۱ اوت طی خواهد کرد، زیرا تحویل ساحل به دلیل تأخیرهای ساختاری ناشی از بیماری همه گیر COVID-19 به تعویق افتاد.